# Couvent des Calvairiennes de Redon
Le couvent des Calvairiennes de Redon est un édifice religieux de la commune de Redon, dans le département d’Ille-et-Vilaine en région Bretagne. 

## Localisation
Il se trouve au sud-ouest du département et au centre de Redon, au numéro 26 rue Saint-Michel.

## Historique
Le couvent remonte de 1640 (pour la chapelle). La porterie date de 1893. 
Il est inscrit au titre des monuments historiques depuis le 27 juin 1986 puis classé le 1er mars 1990.

## Architecture

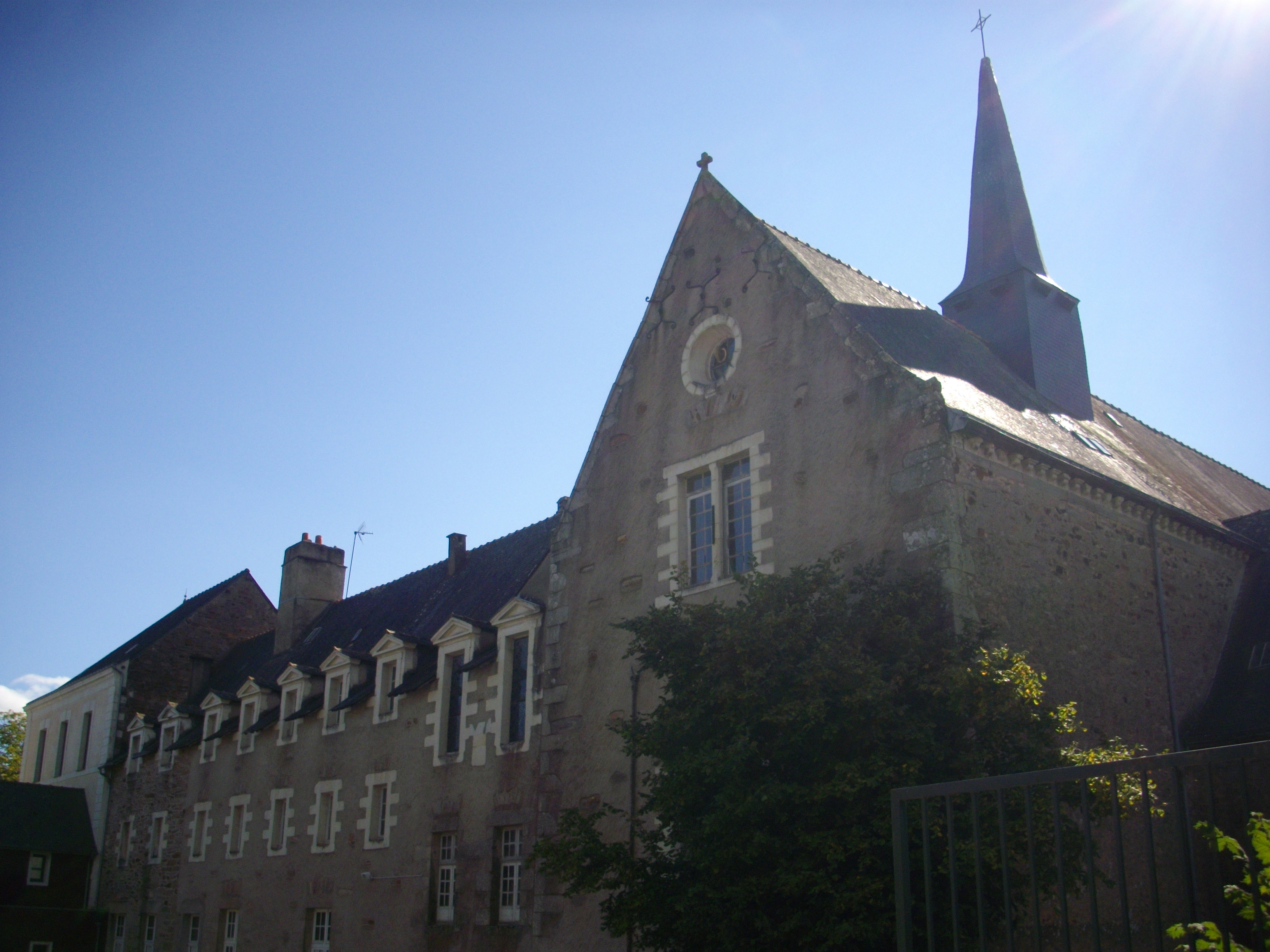
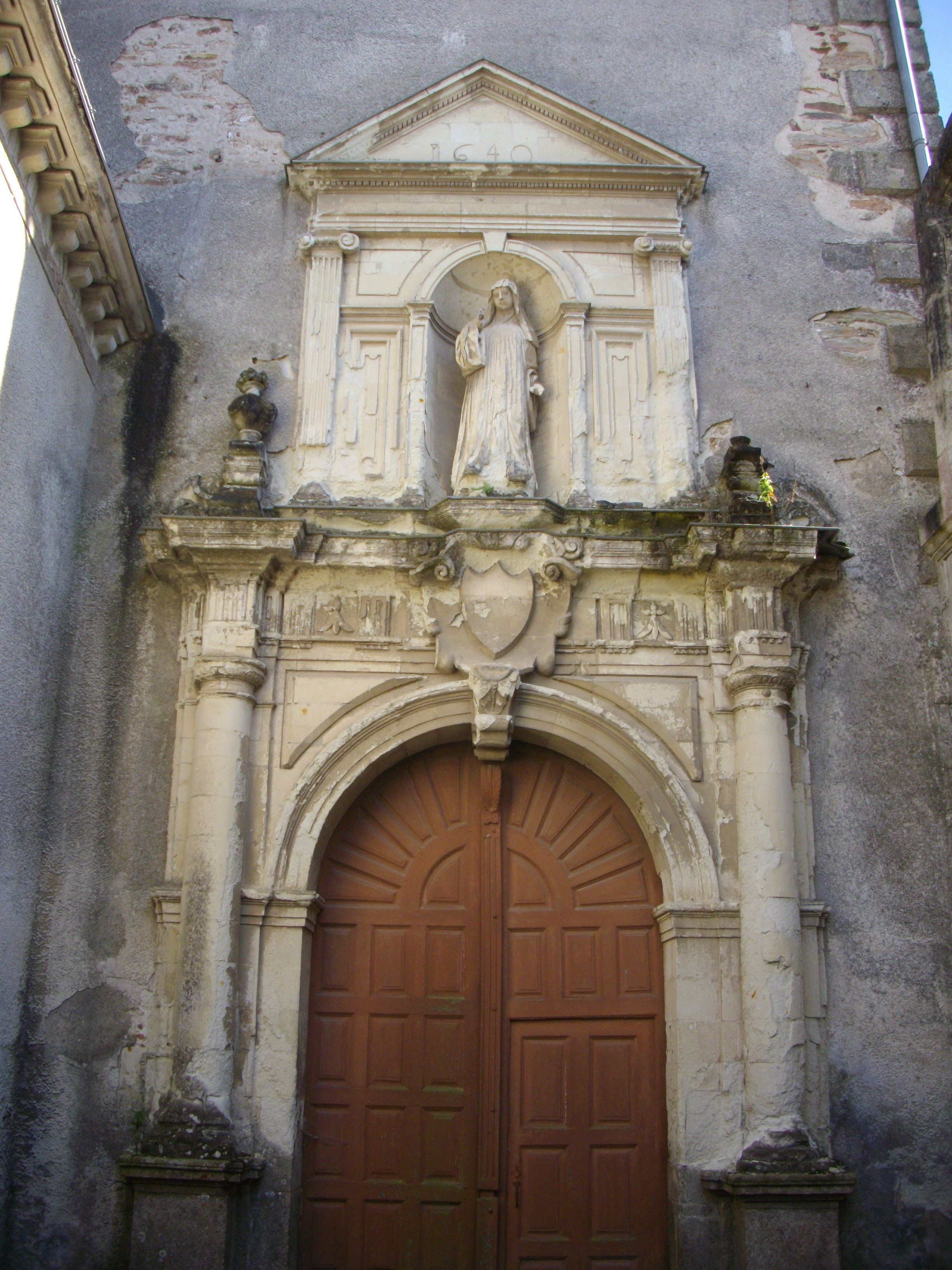
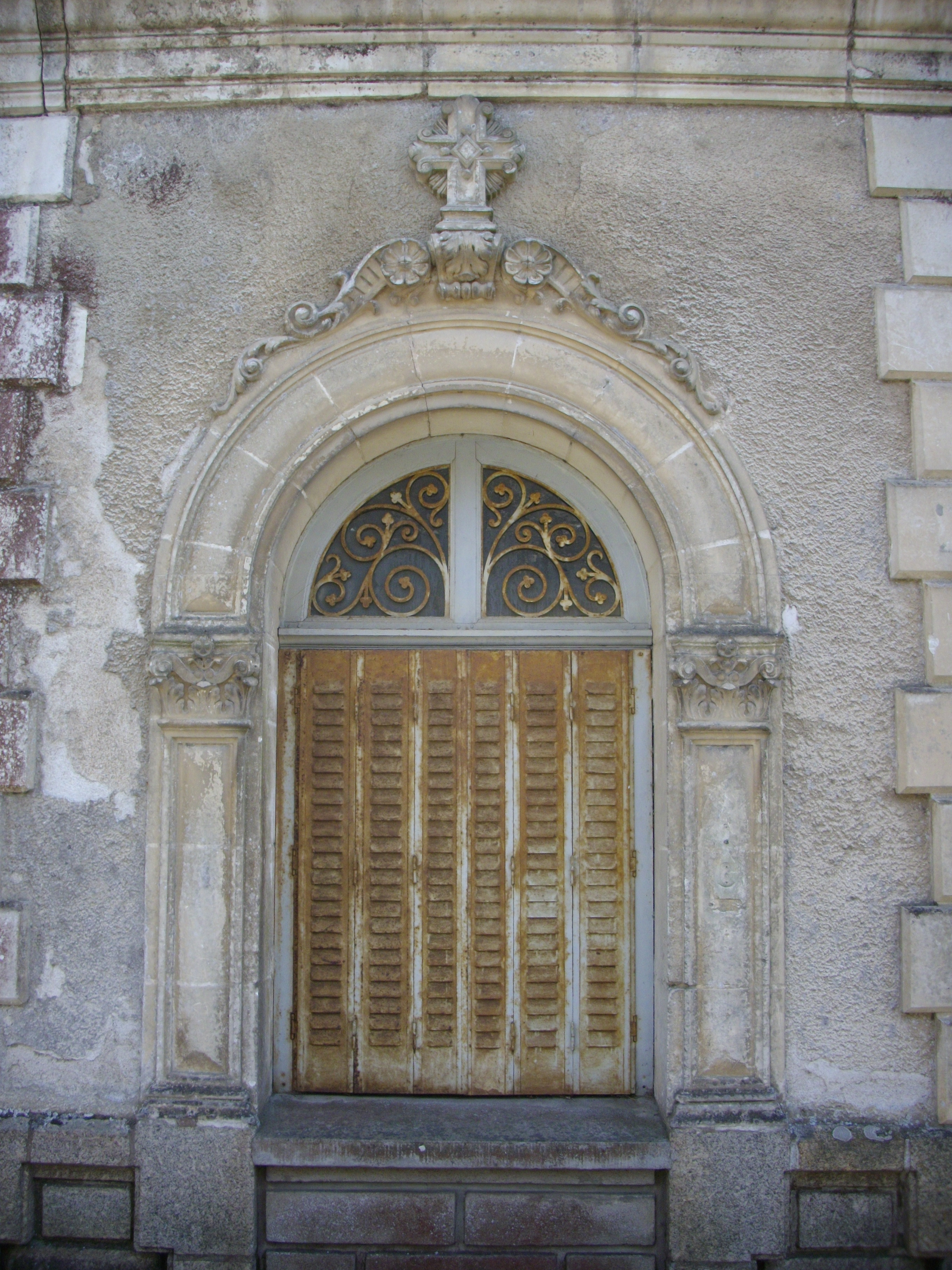
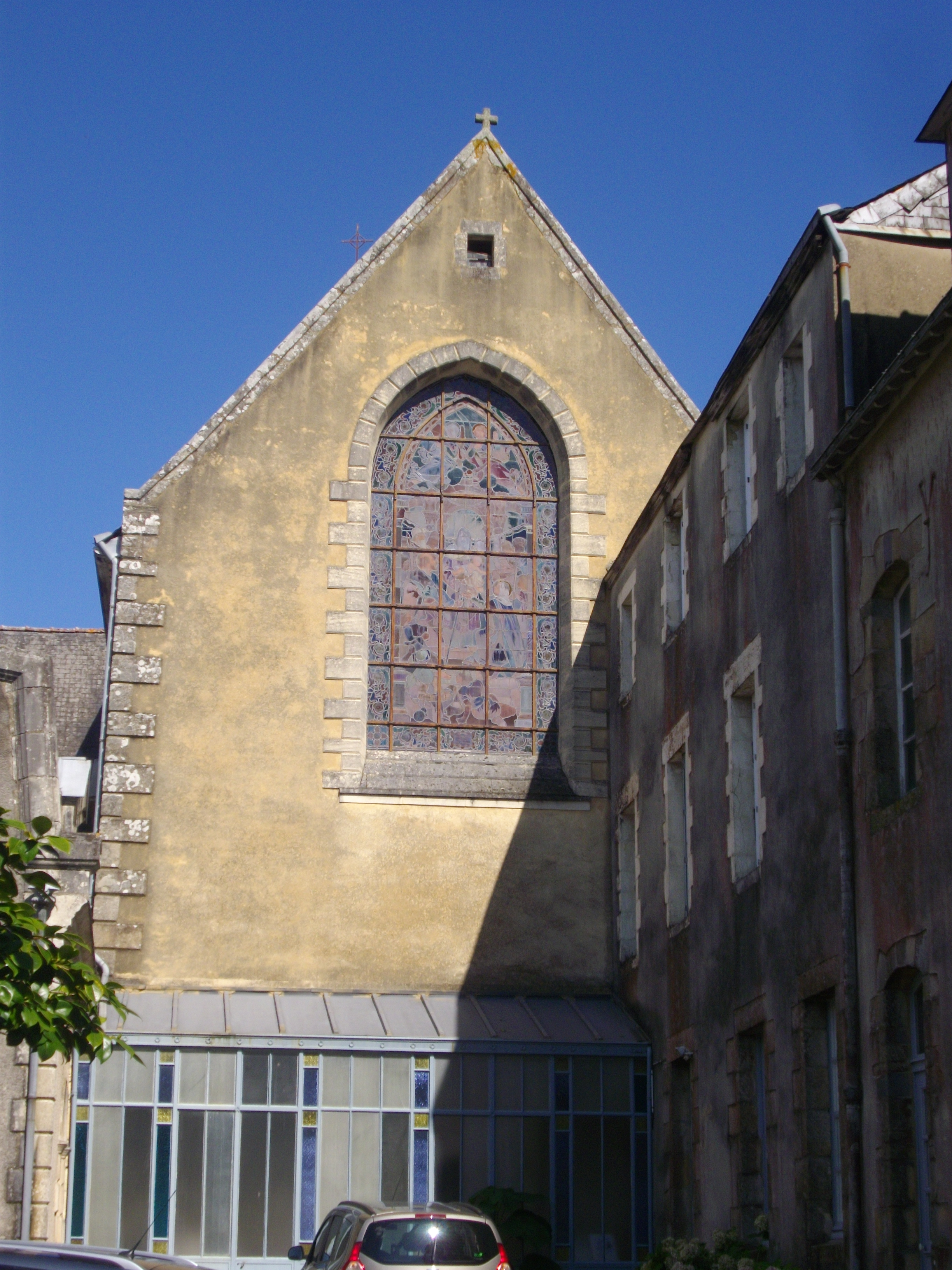